# Reinhard Müller-Mehlis
Reinhard Müller-Mehlis (* 27. Dezember 1931 in Göttingen; † 10. Januar 2020 in München) war ein deutscher Kunsthistoriker, Journalist, Kritiker und Autor vieler Schriften zur klassischen Moderne und zeitgenössischen Kunst.

## Leben
Müller-Mehlis war der jüngste Sohn von vier Kindern der Bauunternehmer-Familie Friedrich Müller. Er wurde Regieassistent an den Münchner Kammerspielen und studierte Kunstgeschichte, Germanistik und Zeitungswissenschaft in Hannover, Göttingen, Freiburg und München. 
Ab 1962 verfasste er für verschiedene Zeitungen und Fachzeitschriften Kunstkritiken, Berichte vom Kunstmarkt und kunsthistorische Betrachtungen. Er war unter anderem Korrespondent für den Münchner Merkur und das Handelsblatt, Die Welt und schrieb viele Jahre für Die Weltkunst, den Bayernkurier und weitere Titel. 
Unter der Leitung von Wolfgang Müller-Härlin wurde Reinhard Müller-Mehlis für mehr als 20 Jahre ein enger und wichtiger freier Mitarbeiter des Bayernkurier-Feuilletons.
Von den 1970er Jahren bis 1999 hielt er fortlaufend als freiberuflicher Lehrbeauftragter kunsthistorische Lesungen an der Fachhochschule München. 
Sein 1976 erschienenes Buch Die Kunst im Dritten Reich, das in mehreren Auflagen verlegt wurde, gilt als ein Standardwerk für die Kunstgeschichte in der Zeit des Nationalsozialismus. Seine letzten bekannten Bücher waren Des Kaisers neue Kleider 2003 und Tatort Kunstmarkt 2012. 
Reinhard Müller-Mehlis publizierte auch unter den Pseudonymen Ernst F. Arnoldi und Rinaldo Rinaldini. Er lebte in den letzten Jahren zurückgezogen inmitten seiner über 20.000 Kunstbücher umfassenden Bibliothek in der Nähe von München. 
Aus seiner zweiten Ehe hinterließ er einen Sohn.

## Veröffentlichungen (Auswahl)
- Tatort Kunstmarkt. Fälscher, Täuscher und Betrüger. Universitas, München, 2013, ISBN 978-3-8004-1504-5. Link zum Buch
- „Des Kaisers neue Kleider“. Der Schwindel der Moderne., Langen Müller, München 2003, ISBN 3-7844-2905-X.
- Margarete Schepelmann-Groz. Hirmer, München 1995, ISBN 3-7774-6840-1.
- Die Kunst im Dritten Reich (= Heyne-Buch. Heyne-Stilkunde 4496, 3). Heyne, München 1976, ISBN 3-453-41173-0. Link zum Buch
- Kunst und Antiquitäten als Geldanlage. Verlag Moderne Industrie, München 1967.